# 86 a.C.

## Eventos

### Ocidente
- Lúcio Cornélio Cina, pela segunda vez, e Caio Mário, pela sétima, cônsules romanos.
- Quarto ano da Primeira Guerra Mitridática contra Mitrídates VI do Ponto.
  - Termina o Cerco de Atenas e Pireu com vitória de Sula para os romanos.
  - Sula e seus generais destroem completamente o exército pôntico na Segunda batalha de Queroneia.
- Terceiro ano da Primeira Guerra Civil da República Romana, entre os optimates de Lúcio Cornélio Sula e os populares, liderados por Cina desde a morte de Mário.
  - Caio Mário morre inesperadamente e Lúcio Valério Flaco é nomeado cônsul sufecto para terminar seu mandato.
  - Segundo ano do governo de Cina em Roma.

### Extremo Oriente
- Iniciam-se as desordens depois da morte de Wu Ti.

## Mortes
- 13 de Janeiro - Caio Mário, general e estadista romano
- Sima Qian, historiador, astrônomo e matemático chinês